# Siergiej Pietuchow
Siergiej Aleksandrowicz Pietuchow (ros. Сергей Александрович Петухов; ur. 22 grudnia 1983) – rosyjski lekkoatleta specjalizujący się w biegu na 400 metrów.
W 2010 wszedł w skład rosyjskiej sztafety 4 × 400 metrów, która biegła w eliminacjach mistrzostw Europy, a w finale, już bez Pietuchowa w składzie, sięgnęła po złoto. Rok później zajął 4. miejsce na halowym czempionacie Europy. Finalista halowych mistrzostw świata w sztafecie 4 × 400 metrów (2012). Brązowy medalista mistrzostw świata w Moskwie w biegu rozstawnym (2013). Złoty medalista mistrzostw Rosji.

## Osiągnięcia
| Rok  | Impreza                   | Miejsce   | Konkurencja             | Lokata     | Wynik           |
| ---- | ------------------------- | --------- | ----------------------- | ---------- | --------------- |
| 2010 | Mistrzostwa Europy        | Barcelona | sztafeta 4 × 400 metrów | 1. miejsce | 3:04,20 (elim.) |
| 2011 | Halowe mistrzostwa Europy | Paryż     | sztafeta 4 × 400 metrów | 4. miejsce | 3:06,99         |
| 2012 | Halowe mistrzostwa świata | Stambuł   | sztafeta 4 × 400 metrów | 4. miejsce | 3:07,35         |
| 2013 | Mistrzostwa świata        | Moskwa    | sztafeta 4 × 400 metrów | 3. miejsce | 2:59,90         |

## Rekordy życiowe
- Bieg na 400 metrów – 45,97 (2013)
- Bieg na 400 metrów (hala) – 46,89 (2011)